# Бузим (посёлок)
Бу́зим — посёлок в Сухобузимском районе Красноярского края России. Входит в состав Сухобузимского сельсовета.

## География
Посёлок расположен в 4 км восточнее районного центра - села Сухобузимское.

## История
Посёлок Бузим  был образован в 1930 году бригадой рабочих. Вначале он был центральной усадьбой совхоза, но в 1934 году центр перенесли в Атаманово, так как там строилась нефтебаза и заготзерно и река Енисей была лучшей транспортной артерией, а Бузим в результате стал 3 отделением совхоза «Таежный». В 1976 г. Указом Президиума ВС РСФСР поселок отделения № 3 совхоза «Таежный» переименован в Бузим.

## Население
| 2010 |
| ---- |
| 483  |